# Myinodes
Myinodes là một chi bướm đêm thuộc họ Geometridae.